# 수도원장후

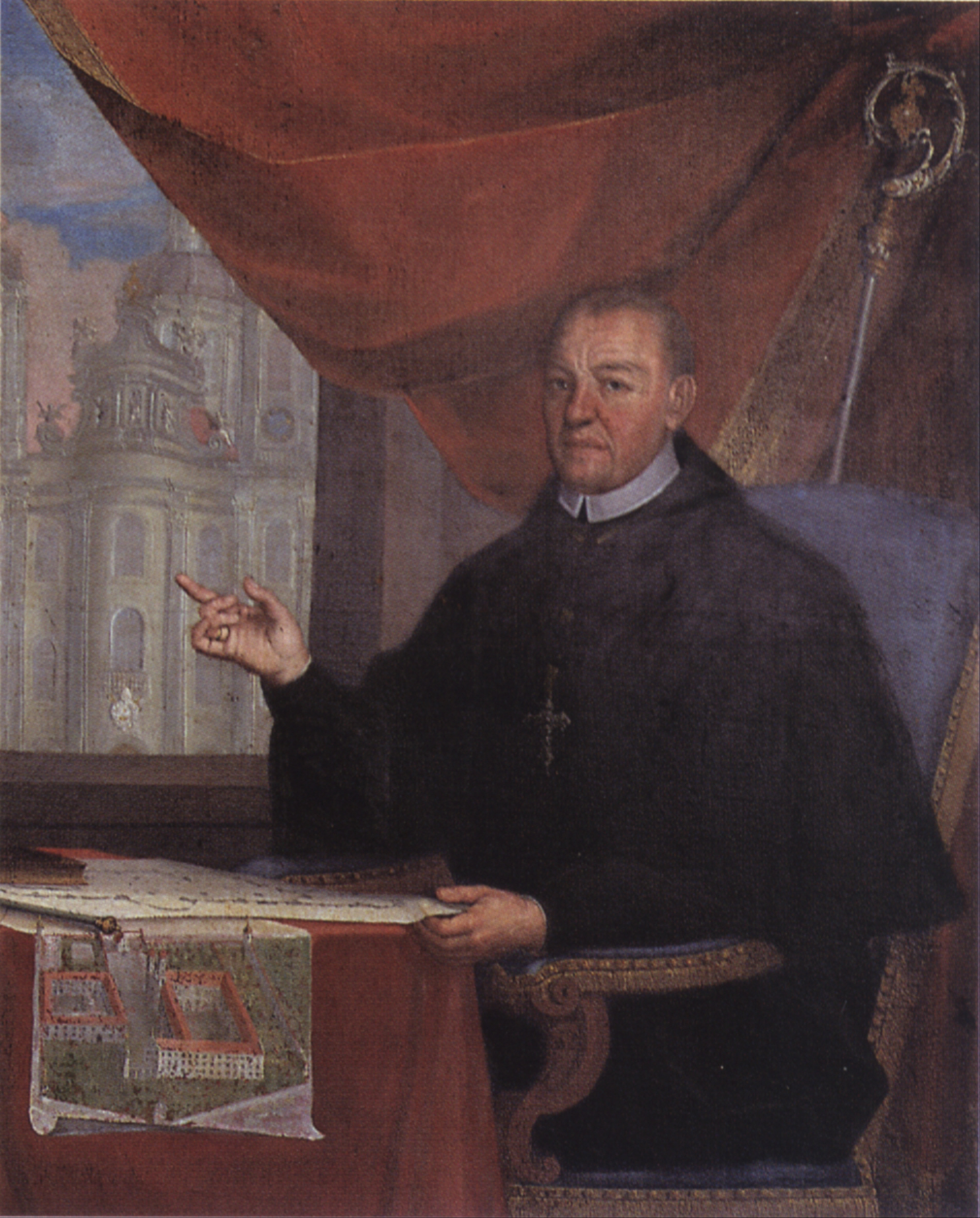
바잉가르텐 수도원장 세바스티안 힐러(1697년 - 1730년). 1555년부터 바잉가르텐 수도원장이 제국의회에서 슈바벤 지역의 수도원장들을 대표해 집합적인 1표를 행사했다.

수도원장후(독일어: Fürstabt, Prince-abbot)는 어떤 봉건영지, 특히 신성로마제국의 봉건영지의 직무상 영주로 기능한 성직자에게 부여된 칭호이다. 이렇게 수도원의 수도원장에게 지배받는 세속 영지를 수도원장령 또는 수도원령이라 했다.  주교후가 통치하는 주교후국과 달리 수도원령에는 주교 공관이 설치되지 않는다는 점에서 차이가 있다.

## 특징
이렇게 세속 영지를 맡아 다스리게 된 수도원은 수사 또는 수녀들의 공동체이다. 때문에 매우 드문 경우지만 수녀원이 영지를 지배할 경우 수녀원장이 여성 영주로 재임하기도 했다. 수녀원장후는 여성이 영주가 될 수 있는 극히 드문 제한된 경우들 중 하나였다.
몇몇 경우 수도원장이 이름만 후작이 아닌, 진짜 신성로마제국 국가후작(Reichsfürst)으로서 제국의회에 자기 의석과 직접투표권을 가진 경우도 있었다. 그러나 대부분의 수도원장들은 여럿이 한 표를 행사했다.

## 종류
수도원장이 의석을 가진 진짜 후작이기도 했던 수도원령은 다음과 같은 곳들이 있다.
- 풀다 수도원: 1220년 신성로마황제 프리드리히 2세의 칙령에 따라 지정. 1752년 교황 베네딕토 14세에 의해 주교후로 승격.
- 프륌 수도원: 1222년 신성로마황제 프리드리히 2세에 의해 지정. 1576년부터 트리어 대주교후국과 동군연합.
- 켐프텐 수도원: 1348년 보헤미아 국왕 카를 4세가 공인.
- 무어바흐 수도원: 1548년 보헤미아-헝가리-크로아티아 국왕 페르디난트 1세가 공인.
- 슈타펠로트말메디 수도원
- 코르바이 수도원: 1792년 주교후국으로 승격